# 분도출판사
분도출판사는 성 베네딕도회 왜관수도원에 속한 가톨릭교회의 출판사다. 분도는 성 베네딕트(St.Benedict)를 한자를 이용한 표기다. 예컨대 과거 천주교에서는 토마스(Thomas)를 '도마', 가브리엘(Gabriel)은 '가별'이라고 한자를 이용해 표기한 적 있다.
주 사업 분야는 분도소책과 교부문헌총서를 위시한 가톨릭 서적 출판과 달력, 다이어리, 노트 같은 인쇄물 제작이다. 서울 장충동 소재 분도빌딩에 출판사 편집부와 영업부가 있으며, 경북 칠곡군 왜관 소재 성 베네딕도회 왜관수도원 구내에 인쇄, 제본, 양장 설비를 갖춘 인쇄소가 있다.

## 역사
역사가 정확히 알려진 바 없으나 자사 웹사이트 '회사소개'란에 다음과 같은 짧은 소개가 있다.
1960년대 영성과 문서 선교를 통한 복음화를 목적으로 설립된 베네딕토 수도원 출판사이다. 설립 당시 중고 하이델베르기 인쇄기 2대를 통해 '예수의 생애'와 '성 베네딕도 수도규칙'을 발간하였다. 1997년 자동 제본기를 비롯한 시설투자를 통해 매년 30여종의 신간을 간행하고 있다.

## 사업
교회와 관련된 인쇄일이라면 대부분 의뢰를 맡고, 자사 도서도 충실히 출판 중이다. 다른 천주교 계열 출판사보다 깊고 진중한 주제를 다루는 경향을 띈다. 달력이나 다이어리 같은 연말 상품도 출판하고 각 본당이나 관련 단체에서 하는 주문도 받는다.
자체로 서원을 직접 운영 중이고 서울특별시 중구 명동 가톨릭회관 내에 직영 매장을 운영하고 있다.

## 기타
성 베네딕도회는 노동을 중시하는 수도회라서 인쇄하는 기장에서 승합차로 배송하는 영업사원이 하는 일까지 수도사들이 맡는 때가 있다. 물론 평신도 직원도 두지만, 일에 종사하는 수도사 비율이 더 높다. 성 베네딕도회는 출판 분야뿐만 아니라 가구 제작이나 농업 분야까지 수도자들이 종사한다. 가구 제작이나 농업 같은 노동을 하는 장소는, 수도회가 자치로 운영하는 공장 혹 논과 밭이다.